# Кирхберг-на-Муре
Ки́рхберг-на-Му́ре (нем. Kirchberg an der Murr) — община в Германии, в земле Баден-Вюртемберг. 
Подчиняется административному округу Штутгарт. Входит в состав района Ремс-Мур.  Население составляет 3656 человек (на 31 декабря 2010 года). Занимает площадь 13,22 км².